# 1713 год в науке
В 1713 году в науке и технике произошло несколько значимых событий.

## Астрономия
Джон Роули из Лондона создал первую механическую модель Солнечной системы, которая могла продемонстрировать пропорциональное движение планет вокруг Солнца. Модель была названа Orrery в честь Чарльза Бойла, 4-го графа Оррери, под чьим патронажем работал Роули.

## Математика
- 9 сентября — Николай I Бернулли первым описал Санкт-Петербургский парадокс в письме к Пьеру Ремону де Монмору.
- 13 ноября — Джеймс Уолдгрейв в письме к де Монмору описал первое известное решение минимаксной смешанной стратегии для игры двух человек[2].
- Посмертно опубликован трактат Якоба Бернулли «Искусство предположений» (Ars conjectandi, Accedit Tractatus de seriebus infinitis, et epistola gallicé scripta de ludo pilae reticularis). Над этой книгой Бернулли работал 20 лет, она стала первым систематическим изложением теории вероятностей. В частности, трактат содержал математическое доказательство закона больших чисел для распределения Бернулли, чисел Бернулли и другие важные исследования в области теории вероятностей и комбинаторики[3].

## Медицина
- Уильям Чеселден опубликовал свой труд «Анатомия человеческого тела», быстро ставший популярным, отчасти из-за того, что был написан на английском языке, а не на латыни.

## Физика
- Опубликовано второе издание труда Исаака Ньютона «Математические начала натуральной философии» с введением Роджера Котса и эссе Ньютона под названием «Главная схолия» (англ. General Scholium), где он заявил «Я не измышляю гипотез» (лат. Hypotheses non fingo).

## Родились
- 15 марта — Никола Луи де Лакайль, французский аббат и астроном (крещён 28 декабря, умер в 1762)
- 3 мая — Алекси Клод Клеро, французский математик, механик и астроном (умер в 1765)
- 25 мая — Джон Стюарт 3-й граф Бьют, шотландский политик и ботаник (умер в 1792)
- 10 сентября — Джон Тербервилл Нидхем, английский биолог (умер 1781)
- Жан-Поль де Гуа, французский математик (умер в 1762)

## Умерли
- 20 октября — Арчибальд Питкерн, шотландский врач (род. в 1652)
- похоронен 29 апреля — Фрэнсис Хоксби, английский физик-экспериментатор и конструктор научных инструментов (род. в 1660)